# Síbota
Las islas Síbota son unas pequeñas islas de la Antigua Grecia, situadas entre el sur de Corcira y la Tesprotia, muy cerca de la costa continental.
Actualmente conservan en su conjunto el nombre antiguo, y separadamente la occidental recibe el nombre de Mavron Oros o el de Síbota, y la oriental el de Hagios Nikólaos.
Están deshabitadas y por su extremo sur están casi unidas formando entre ellas una bahía, que podía servir de refugio para una flota. Hay otro fondeadero al este de Hagios Nikólaos, y en el continente, al sudeste de las islas, está Puerto Mourtzo, con el que se puede identificar el antiguo puerto de Síbota.
La batalla de Síbota, en 433 a. C. tuvo lugar entre las islas de Síbota y Leucimna, promontorio de Corcira.